# Nicole Reinhardt
Nicole Reinhardt, född den 2 januari 1986 i Lampertheim i Tyskland, är en tysk kanotist.
Hon tog OS-guld i K-4 500 meter i samband med de olympiska kanottävlingarna 2008 i Peking.